# تفاعل حلقي إلكتروني
التفاعل الحلقي الإلكتروني أو التفاعلات الكهروحلقية أو الإلكتروحلقية هي نوع من تفاعلات إعادة الترتيب الحول حلقية، حيث يكون نتيجة التفاعل النهائية تحول رابطة باي إلى رابطة سيجما. وغالبا لا توجد أسماء معينة لهذه التفاعلات.
وهي مميزة بالخصائص التالية:
- الحث الضوئي مقابل الحرارة.
- عدد إلكترونات باي (في المركبات التي بها روابط باي أكثر).
- فتح الحلقة أو غلقها.
- التحديد الفراغي يتم تحديده بواسطة نظام الدوران المتحد أو الدوران المتعاكس لتكون الحالة الانتقالية.

## التفاعلات الحلقية الكهربائية في التخليق العضوي
التفاعل الحلقي الكهربي الذي يتم دراسته غالبًا هو فتح الحلقة الحرارية المتداخلة للبنزوسيكلوبوتين. يكون منتج التفاعل عبارة عن أورثو كينودي ميثان غير مستقر للغاية ولكن يمكن احتجاز هذا الجزيء في إضافة إندو مع دينوفيلي قوي مثل أنهيدريد المالئيك إلى مقاربة ديلز-ألدر. وجد أن المحصول الكيميائي لفتح حلقة البنزوسايكلوبوتان الموضح في المخطط 2 يعتمد على طبيعة البديل R. باستخدام مذيب التفاعل مثل التولوين ودرجة حرارة التفاعل 110 درجة مئوية، يزداد الناتج من الميثيل إلى إيزوبوتيل ميثيل إلى (تريميثيلسيليل) ميثيل. يمكن تفسير زيادة معدل التفاعل لمركب ثلاثي ميثيل سيليل عن طريق فرط الاقتران بالسيليكون حيث أن رابطة βC-Si تضعف رابطة سيكلوبوتان CC عن طريق التبرع بالإلكترونات.
تم اكتشاف تفاعل متتالي كهروحلقي حيوي فيما يتعلق بعزل وتخليق بعض أحماض الإندياندريك:
تعد التفاعلات الحلقية الكهربائية غير المتماثلة مجالًا ناشئًا في التخليق العضوي المعاصر. التفاعلات الأكثر شيوعًا التي تمت دراستها في هذا المجال هي تخليق 4π Staudinger β-lactam وتفاعل 4π Nazarov؛ تم التحكم في التحفيز غير المتماثل لكلا التفاعلين باستخدام مادة مساعدة غير مراوانية، وتم إجراء تفاعل نازاروف حفزيًا باستخدام أحماض لويس اللولبية، وأحماض برونستد والأمينات اللولبية.